# 黑不伦瑞克人

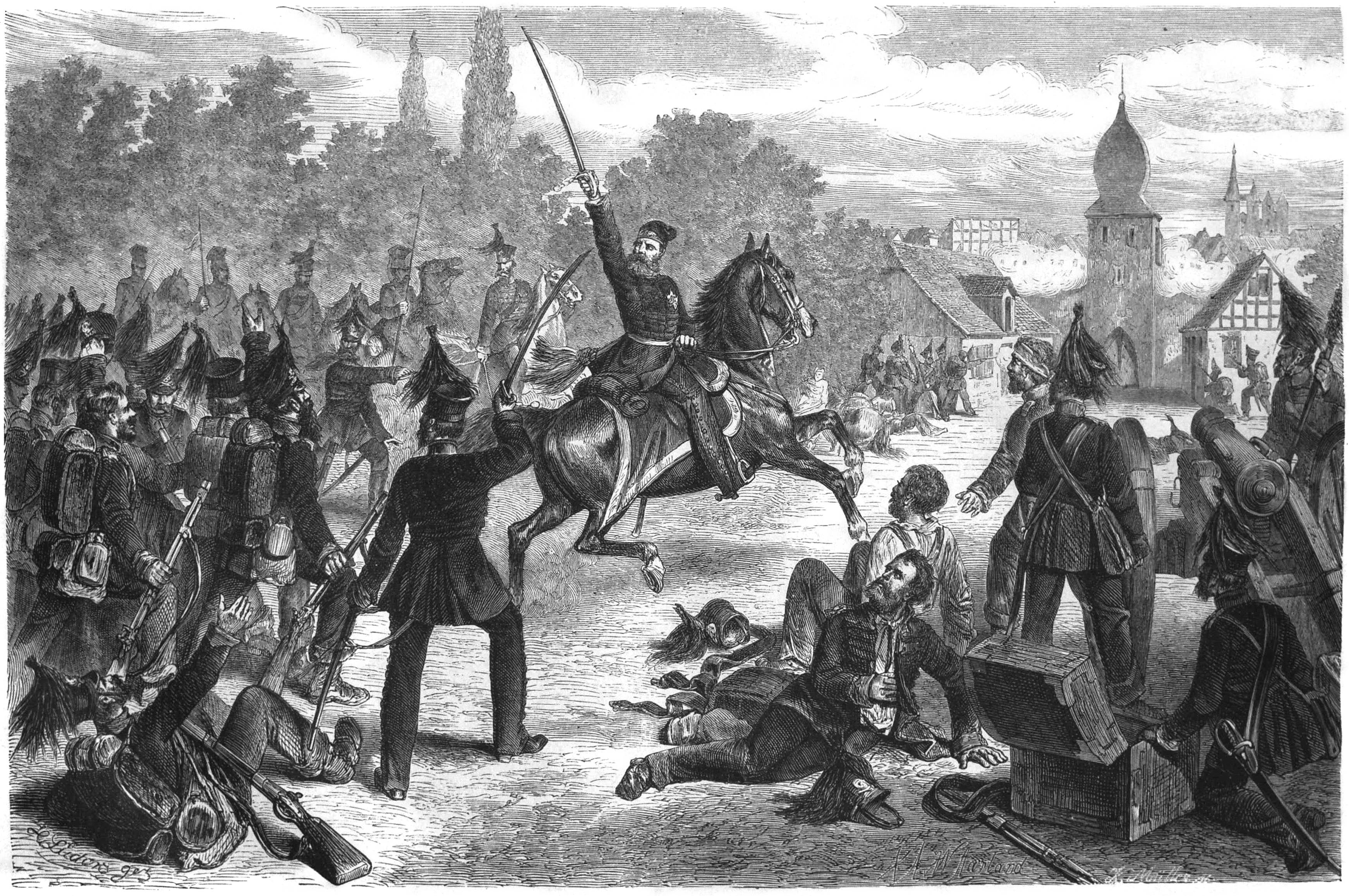
腓特烈·威廉率領的黑不倫瑞克人軍團

不伦瑞克公爵野战军团（德語：Herzoglich Braunschweigisches Feldcorps）又稱黑不伦瑞克人（英語：Black Brunswickers）是拿破崙戰爭时期的一支部队。腓特烈·威廉征募志愿者组建了該部队。由於拿破仑一世侵占德意志土地，腓特烈·威廉极为不满。法兰西第一帝国与奧地利帝國于1809年开战后，黑不伦瑞克人成立，起初該部隊是一支混成部队，兵力约2300人，兵种有步兵、骑兵，后来还有了炮兵支援部隊。
不伦瑞克公爵野战军团的大多数部队都身着黑色军装，军团因此被冠以“黑色”之名。他们的部队名称源自不伦瑞克-吕讷堡公国，而此時不伦瑞克-吕讷堡公国其实已经被法国消滅了。黑不伦瑞克人在接下来的十几年里为自己赢得了名声，参与过包括滑铁卢战役及其前奏四臂村戰役等数场重大战役。不過军团一直存在征兵、人员轮换以及财政问题，最终于1820年代初解散。